# La gang del bosco (videogioco)
La gang del bosco (Over the Hedge) è un videogioco d'azione sviluppato dalla Edge of Reality e pubblicato dalla Activision. Il gioco si basa sul film omonimo dello stesso anno e fa da seguito alla trama, dopo aver rivisitato il climax del finale del film.

## Trama
L'inizio del gioco, che rivede con alcune differenze la parte finale del film, fa da tutorial. Gli animali del bosco confinati dalla siepe di Suburia decidono di attaccare la casa della presidentessa dell'associazione dei residenti del quartiere, Gladys, che ha tappezzato il suo giardino di trappole che il procione RJ e la tartaruga Verne disattivano, permettendo a Stella di distrarre il gatto Tigre, mentre loro derubano Gladys di tutte le sue provviste, ma sono colti in flagrante dalla padrona di casa e da Spartaco, il disinfestatore che ha piazzato le trappole, che ingabbia tutti meno RJ, che riesce a scappare con la refurtiva da restituire a Vincent, l'orso con cui era in debito, ma poi RJ, preso dai sensi di colpa, attacca il passante furgoncino di Spartaco con il cibo, nel disperato tentativo di salvare i suoi amici, venendo inseguito da Vincent. Mentre la puzzola Stella e lo scoiattolo Hammy liberano tutti dalle gabbie, per poi stendere il conducente e far schiantare il furgone a casa di Gladys, che insegue con Spartaco e Vincent gli animali fino alla siepe, dove RJ, Verne e Hammy intrappolano tutti e tre i loro avversari nello Sconciator Turbo, un pericolo macchinario trappola che neutralizza tutti quanti.
Mentre gli animali proseguono con le loro razzie al sobborgo per riempire in tutta calma il loro tronco di provviste per il letargo, derubando gli umani anche di una TV, Spartaco ha condotto degli esperimenti su altri animali parassiti, quali ratti, e gli ha fatto indossare un elmetto per il controllo mentale come sistema di antifurto animale, obbligandoli a devastare le provviste e la TV del boschetto.
Con un mese di distanza dall'inverno, gli animali si rimettono a razziare tutto il sobborgo, combattendo con gli animali controllati dagli elmetti e le trappole mortali di Spartaco. Rubato anche un proiettore e una TV, RJ propone di rubare un'antenna satellitare dalla tana di Vincent, rassicurando tutti che non dovrebbe esserci, ma scoprono proprio quando arrivano alla tana che Vincent non solo è presente ma che è sotto il controllo di Spartaco. Tuttavia, dopo avergli tolto l'elmetto, Verne propone a Vincent di unirsi al loro gruppo per potersi vendicare su Spartaco e Vincent accetta molto volentieri e si offre anche di spartire il suo cibo con loro.
Purtroppo, durante un assalto ad un Luna Park, Heather, la figlia dell'opossum Ozzie, viene rapita da Spartaco. Gli animali, dopo aver derubato Gladys sia del suo cibo che del suo palmare per poter rintracciare Spartaco, vengono attaccati dall'umana, che prende il furgone di Spartaco, armato di cannoni e torrette per distruggerli, ma finisce con lo schiantarsi e andare in prigione, ma Spartaco compie un mega assalto al bosco, mandando tutti gli animali sotto il suo controllo ad attaccarli, ma questi vengono sconfitti e liberati, rivelando che Heather sta prendendo tempo dal farsi impiantare l'elmetto, fingendosi morta. Rintracciata l'Università della Vermtech, dove si trova il laboratorio di Spartaco, gli animali l'assaltano, liberano gli altri ed Heather, facendo esplodere il radiocomando di tutti gli elmetti, e mandando a fuoco l'intera università.
Festeggiando con tutti gli animali liberati, che si sono stabiliti nel bosco, il gatto di Gladys compreso, Verne inizia a preoccuparsi che potrebbero non avere abbastanza cibo, ma RJ lo rassicura mostrandogli che ne ha già raccolto altro per tutti quanti.

## Doppiaggio
| Personaggio         | Doppiatore originale | Doppiatore italiano |
| ------------------- | -------------------- | ------------------- |
| RJ                  | Stephen Stanton      | Alberto Olivero     |
| Verne               | Drew Massey          | Diego Sabre         |
| Hammy               | Tom Owens            | Luca Sandri         |
| Stella              | Paunita Nichols      | Silvana Fantini     |
| Heather             | Natalie Lander       | Angiolina Gobbi     |
| Penny               | Colette Whitaker     | Elda Olivieri       |
| Ozzie               | Stephen Stanton      | Diego Sabre         |
| Rufus               | Michael J. Gough     | Pietro Ubaldi       |
| Gladys Sharp        | Susan Boyd           | Silvana Fantini     |
| Spartaco Sparapanzi | Fred Tatasciore      | Gianni Gaude        |
| Vincent             | Jess Harnell         | Pietro Ubaldi       |

## Modalità di gioco
Gli unici personaggi giocabili sono solo Verne, RJ, Hammy e Stella. Tutti e quattro non si differenziano in alcun modo se non nelle frasi enunciate negli intermezzi non-animati. Il giocatore può scegliere uno di loro e anche un secondo personaggio che può accompagnarlo. Le loro abilità non si differenziano se non esteticamente.
I livelli sono divisi in categorie: i livelli normali, i livelli di raccolta, i livelli di scorta e i livelli boss. Nei livelli normali, i personaggi devono superare il livello evitando le trappole (quali laser, torrette, gabbie, sonniferi e allarmi) e i nemici, finché non raggiungono la metà designata. Nei livelli di raccolta, i personaggi devono portare delle specifiche tipologie di cibo ai loro amici che caricheranno la roba sul carrello tirato da Ozzie, che i personaggi dovranno proteggere dai nemici nei livelli di scorta fino alla siepe. Nei livelli boss, i personaggi devono battere un boss, scappare da esso o distruggerlo.
Sebbene i personaggi possano cambiare le armi durante la partita, queste sono solo estetiche mentre, gli unici veri potenziamenti del gioco sono i cappelli che consentiranno al personaggi che lo indossa di subire 5 danni extra. Ci sono inoltre pistole giocattolo che consentono a chi ce le ha equipaggiate di colpire con 20 o 10 colpi i nemici, uccidendo all'istante quelli piccoli.
I livelli hanno due tipi di obbiettivi: gli obbiettivi primari sono quelli da eseguire per poter concludere il livello, mentre i secondari sono solo obbiettivi extra necessari solo per il completamento del gioco (solitamente gli obbiettivi chiedono di non svenire o di collezionare degli oggetti specifici o di non cadere dai precipizi e così via).
Gli oggetti collezionabili consentono di sbloccare minigiochi, storyboard dei segmenti animati, rendering dei personaggi e anche strisce del fumetto tradotte da cui il film si ispira.

## Versione per Game Boy
A differenza delle versioni per console, la versione per Game Boy si concentra sugli stessi eventi narrati nei film ossia il tentativo di RJ di recuperare il cibo, il carrello e il frigobar che aveva sottratto a Vincent. 
Tale versione del gioco si configura come un videogioco d'azione con visuale dall'alto con elementi riconducibili al genere dei rompicapo e dello stealth. 
Il giocatore controlla principalmente RJ e Verne; le differenze tra i due personaggi sono limitate all'attacco secondario (RJ lancia una pallina da golf mentre Verne scivola addosso ai nemici rinchiuso nel carapace) e a questioni estetiche (ad esempio RJ si mimetizza facendo finta di leggere un giornale mentre Verne si ritira nel guscio) ma non vi è una reale differenza nel gameplay tra essi. In alcune specifici livelli è il giocatore è in grado di controllare anche Hammy, Ozzie e Stella, ciascuno dei quali dispone di abilità specifiche.
Il gioco è suddiviso in sette capitoli ciascuno dei quali suddiviso in quattro livelli. Salvo alcuni casi che presentano meccaniche specifiche, è possibile suddividere i livelli in quattro tipologie:
- Bosco: si tratta sostanzialmente di un livello a labirinto privo di nemici nel quale il giocatore deve condurre il personaggio fino alla siepe che separa il bosco dalle zone abitate dagli umani.
- Strada: si tratta di un livello stealth nel quale il personaggio deve muoversi dalla siepe fino al raggiungimento della casa da cui rubare il cibo. Nel fare ciò dovrà stare attento a non essere investito dalla auto agli attraversamenti pedonali, a non essere toccato dai bambini e non essere visto dagli adulti. Per passare inosservato il giocatore potrà avvalersi delle abilità di mimetismo dei personaggi.
- Giardino: si tratta della parte d'azione del gioco. Il personaggio si trova nel giardino delle case che dovrà svaligiare e deve cercare di rubare il collare degli animali domestici presenti in giardino per riuscire ad entravi, stando attento a non essere colpito da quest'ultimi e dalle trappole della Vermtech. In questo livello il personaggio è in grado di attaccare gli animali nemici.
- Casa: è un livello stealth nel quale il personaggio deve cercare di rubare il cibo presente in casa senza essere visto dagli adulti e toccato dai bambini. A differenza dei livelli in strada il personaggio non ha la possibilità di mimetizzarsi ma è in grado di distrarre gli adulti accendendo e spegnendo gli elettrodomestici presenti in casa.